# Cerje-Höhle

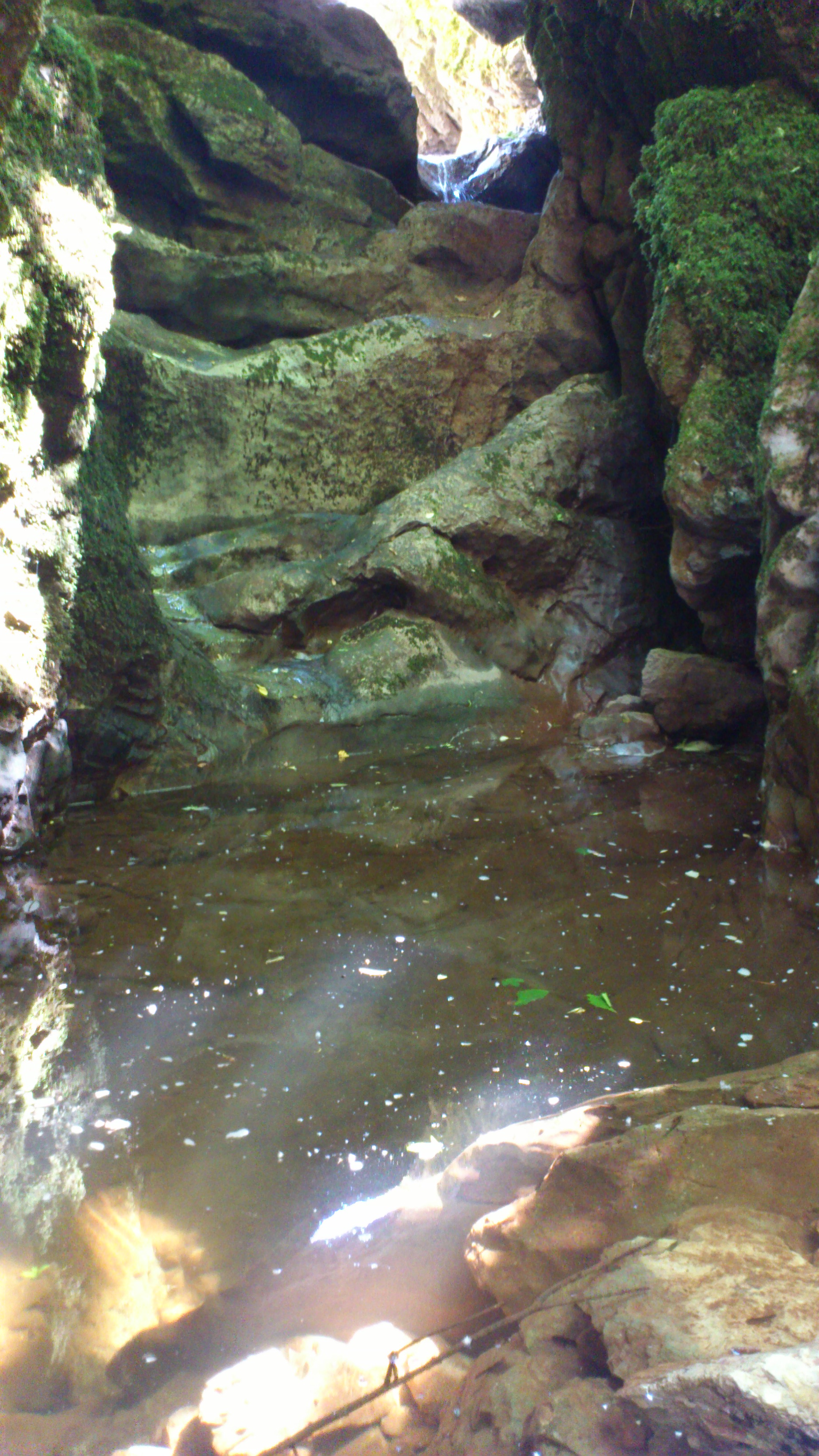

Die Cerje-Höhle oder Cerjanka (serbisch-kyrillisch Церјанска пећина, Transliteration Cerjanska pećina) ist eine Höhle im Südwesten Serbiens. Mit einer Länge von 7149 Metern ist es die zweitlängste Höhle Serbiens, nach der 9818 Meter langen Lazar-Höhle.
Cerjanka befindet sich dreieinhalb Kilometer östlich der Ortschaft Cerje (Gemeinde Pantelej) und 15 Kilometer nördlich von Niš. Seit 1955 befindet sich die Höhle unter Schutz; und im Jahr 1998 wurde sie zu einem Naturdenkmal erklärt. Seither wurden zwei Dämme gebaut, um die Versandung des Höhleneingangs durch einen Fluss zu verhindern, ebenso wurde ein Weg und eine Brücke erbaut, um den Eingang touristisch zu erschließen. Die Höhle bleibt allerdings für die Öffentlichkeit unzugänglich.
Die ersten Erkundungen fanden im Jahr 1976 durch Mitglieder des Belgrader Bergsteigerverbandes statt; damals wurde eine Länge von 4240 Metern festgestellt; sie wurde nach dem damaligen Kenntnisstand zur längsten Höhle Serbiens. Es gab Pläne zur touristischen Erschließung der Höhle, wofür Teile des Einganges mit Sprengstoff erweitert wurde.
Die Höhle galt lange Zeit als vollständig erkundet, bis im Jahr 1995 Mitglieder des studentischen Höhlen- und Alpenclubs ASAK einen Nebengang entdeckten, worauf die Gesamtlänge auf 5190 Meter korrigiert werden musste. Die Tiefe der Höhle wurde mit 173 gemessen. Eine weitere Erkundung im Oktober 1999 stellte eine Länge von 6025 Metern und eine Tiefe von 176 Metern fest. Erst in den Jahren 2015 und 2017 wurden weitere Gänge entdeckt. Damit wurde bekannt, dass das Flüsschen Kravljansko vrelo durch die Höhle fließt, und die heute bekannte Länge der Höhle wurde festgestellt. In der Zukunft soll untersucht werden, ob die Höhle mit einem Schacht, nämlich den Cerjanka propast, verbunden ist.